# St. Louis WCT 1976
Il St. Louis WCT 1976  è stato un torneo di tennis giocato sul sintetico indoor. È stata la 7ª edizione del St. Louis WCT, che fa parte del World Championship Tennis 1976. Si è giocato a St. Louis negli Stati Uniti, dal 17 al 22 febbraio 1976.

## Campioni

### Singolare
Guillermo Vilas ha battuto in finale  Vijay Amritraj con il punteggio di 7–6, 6–2

### Doppio
Brian Gottfried /   Raúl Ramírez hanno battuto in finale  John Alexander /  Phil Dent con il punteggio di 6–4, 6–2